# Crambidia cephalica
Crambidia cephalica là một loài bướm đêm thuộc phân họ Arctiinae, họ Erebidae.